# 菲比精灵
菲比精灵（Furby）是美国老虎電子於1998年推出的一款电子机器人玩具。它外形比較像仓鼠或貓頭鷹。在該玩具推出的頭三年内，菲比精灵的销量就超过4000万台。2005年至2007年间，孩之寶推出的升级版的菲比精灵具有语音识别功能，而且相比初代玩具，它具有更复杂的面部动作。 